# Bereznik, Archangelsk oblast
Bereznik (ryska Березник) är en ort i länet Archangelsk oblast i Ryssland. Den ligger vid floden Norra Dvina, 276 kilometer från Archangelsk. Folkmängden uppgår till strax över 5 000 invånare.
Bereznik är ett vanligt ortsnamn i Ryssland och Bereznik är därför också känt under namnet Dvinskoj Bereznik (ryska Двинской Березник).